# Stazione di Carmagnola
La stazione di Carmagnola è una stazione ferroviaria posta sulla linea Torino-Savona, e punto d'origine della linea per Bra. Serve la città di Carmagnola.

## Storia
La stazione entrò in funzione il 14 marzo 1853 con l'apertura all'esercizio della tratta Trofarello-Savigliano, inaugurata il giorno precedente.
Nell'autunno 1857, sulla piazza antistante, avvenne l'incontro fra San Giovanni Bosco ed il giovane Michele Magone, del quale il santo presbitero scrisse in seguito una biografia personale.
Il 7 marzo 1884, con l'apertura all'esercizio della Ferrovia Carmagnola-Bra, divenne stazione di diramazione.
Nel 1961, con la conversione in corrente continua del nodo ferroviario di Torino, Carmagnola divenne la stazione di cambio trazione tra le locomotive a corrente continua a 3 kV e le locomotive a corrente alternata trifase a 3,6 kV – 16⅔ Hz.
La necessità del cambio locomotiva a Carmagnola cessò il 25 settembre 1973 con la trasformazione del sistema di trazione da corrente alternata trifase a corrente continua della Carmagnola-Ceva-Savona via Fossano e via Bra.

## Strutture e impianti
La stazione dispone di 6 binari passanti e inoltre aveva raccordi per alcune industrie di Carmagnola per treni merci, e quindi inoltre presenti alcuni binari per manovra e scalo merci.

## Interscambi
Di fronte alla stazione è presente una fermata degli autoservizi interurbani.

## Movimento
Nella stazione fermano tutti i treni delle linee 4 e 7 del Servizio ferroviario metropolitano di Torino e treni Regionali operati da Trenitalia nell'ambito del contratto di servizio stipulato con la Regione Piemonte.

## Servizi
La stazione è dotata di un sottopasso pedonale e di biglietterie automatiche, servizi igienici, sala d'attesa e telefono pubblico.